# Lagunen-Walzer
Lugunen-Walzer (Valse des lagons) est une valse de Johann Strauss II (op. 411). L'œuvre est créée le 4 novembre 1883 sous la direction d'Eduard Strauss dans la salle de concert de l'Association musicale de Vienne.

## Histoire
Le compositeur compile l'œuvre sur la base de motifs de l'opérette Eine Nacht in Venedig (Une nuit à Venise). Le thème principal de la valse est la chanson Ach, wie so herrlich zu schaun, sind all die reizenden Fraun (Oh, comme toutes ces jolies femmes sont merveilleuses à regarder). 
La valse fait partie d'une série de compositions (opus numéros 412, 413, 414, 415 et 416) qui reprennent toutes des thèmes de l'opérette Une nuit à Venise.

## Durée
Sa durée d'exécution est d'environ 7 minutes. Ce temps peut varier quelque peu, selon l'interprétation musicale du chef d'orchestre. 

## Postérité
La pièce est jouée lors du célèbre concert du nouvel an à Vienne : en 1943 (Clemens Kraus), 1971 (Willi Boskovsky), 1996 (Lorin Maazel), 2000 (Riccardo Muti), 2006 (Mariss Jansons) et 2025 (Riccardo Muti).

## Source
- (de) Cet article est partiellement ou en totalité issu de l’article de Wikipédia en allemand intitulé « Lagunen-Walzer » (voir la liste des auteurs).
- Peter Kemp : La famille Strauss : histoire d'une dynastie musicale. Biographies de Heyne,  (ISBN 3-453-04621-8), page 342.